# Arisaema maekawae
Arisaema maekawae là một loài thực vật có hoa trong họ Ráy (Araceae). Loài này được J.Murata & S.Kakish. mô tả khoa học đầu tiên năm 2008.